# Защепин, Алексей Никитович
Алексей Никитич Защепин (1905—1977) — советский учёный в области проектирования и строительства бетонных дорожных покрытий, лауреат Сталинской премии (1952).

## Биография
Родился в 1905 или 1906 г. в Подольске. Член ВКП(б)/КПСС с 1930 г.
С 1930 г. работал в транспортном секторе Государственного института сооружений. В 1934 г. защитил кандидатскую диссертацию.
С 1937 г. научный сотрудник СоюзДорНИИ. Участвовал в строительстве первой в СССР автомобильной дороги с це¬ментобетонным покрытием.
Во время Великой Отечественной войны служил в РККА, помощник начальника отдела Главного дорожного управления, затем главный инженер Военно-дорожного управления 3-го Белорусского фронта, инженер-майор.
С 1945 г. продолжил работу в СоюзДорНИИ.
Умер на 72-м году жизни в мае 1977 года после тяжёлой и продолжительной болезни.

## Научная деятельность
Руководил исследованиями в области проектирования и строительства цементобетонных покрытий автомобильных дорог. Разрабатывал основные нормативные документы по строительству цементобетонных дорожных покрытий, он принимал участие в создании и усовершенствовании конструкций цементобетонных покрытий, в работах по технологии дорожных бетонов, по применению в дорожном бетоне пластифицирующих и воздухововлекающих добавок.

### Печатные работы
Автор (соавтор) более 100 печатных работ. В их числе:
- Новые исследования в области цементного бетона [Текст] / С. В. Шестоперов, А. Н. Защепин. — Москва : изд. и тип. Дориздата, 1949. — 112 с., 1 л. ил. : ил.; 20 см.
- Проектирование дорожных одежд [Текст] / Н. Н. Иванов, А. Н. Защепин, М. Б. Корсунский и др. — Москва : Автотрансиздат, 1955. — 250 с., 1 л. граф. : ил.; 23 см.
- Бетонные покрытия автомобильных дорог [Текст] / А. Н. Защепин, Е. Ф. Левицкий, И. А. Суджаев и др. — Москва : Автотрансиздат, 1961. — 382 с. : ил.; 22 см.
- Справочник инженера-дорожника [Текст] / [Глав. ред. д-р техн. наук проф. Н. В. Орнатский]. — Москва : Автотрансиздат, 1956—1965. — 7 т.; 22 см. [Т. 3]: Дорожно-строительные материалы / Авт.-сост.: М. И. Волков, В. О. Гельмер, А. Н. Защепин и др. — 1959. — 309 с. : ил.
- Технические правила устройства цементобетонных покрытий [Текст] / Сост.: канд. техн. наук лауреат Сталинской премии А. Н. Защепин ; МВД СССР. Глав упр. шоссейных дорог «Гушосдор». — Москва : Дориздат, 1952. — 116 с. : ил.; 20 см.
- Справочное руководство по лабораторным испытаниям дорожно-строительных материалов и грунтов [Текст] / Д-р геол.-минералогич. наук В. М. Безрук, канд. техн. наук А. Н. Защепин, канд. техн. наук Ф. М. Иванов и др. ; Под общ. ред. канд. техн. наук Н. В. Горелышева. — Москва : Автотрансиздат, 1960. — 382 с. : ил.; 23 см.
- Комплексная механизация строительства цементобетонных покрытий [Текст] / Кандидаты техн. наук А. Н. Защепин и М. С. Зельманович, инж. Н. К. Лукьянов ; Гушосдор МПС СССР. Дор. науч.-исслед. ин-т ДорНИИ. — Москва : Дориздат, 1953. — 92 с. : ил.; 22 см.

## Награды и звания
Лауреат Сталинской премии (1952, в составе коллектива) — за создание конструкций и промышленное освоение комплекса машин для дорожного строительства. Награждён орденами и медалями.
Награждён орденом Красной Звезды (02.10.1944), знаком «Почётный дорожник» (1943) и медалью «За оборону Москвы» (27.12.1944).